# Nannoniscus minutus
Nannoniscus minutus är en kräftdjursart som beskrevs av Hansen 1916. Nannoniscus minutus ingår i släktet Nannoniscus och familjen Nannoniscidae. Inga underarter finns listade i Catalogue of Life.